# Ямайка на літніх Олімпійських іграх 2020
Ямайку на літніх Олімпійських іграх 2020 представляли п'ятдесят спортсменів у шести видах спорту.

## Спортсмени
| Вид спорту     | Чоловіки | Жінки | Загалом |
| -------------- | -------- | ----- | ------- |
| Легка атлетика | 20       | 22    | 42      |
| Бокс           | 1        | 0     | 1       |
| Стрибки у воду | 1        | 0     | 1       |
| Гімнастика     | 0        | 1     | 1       |
| Дзюдо          | 0        | 1     | 1       |
| Плавання       | 1        | 1     | 2       |
| Загалом        | 23       | 25    | 48      |

## Медалісти
| Медаль | Спортсмени                                                               | Вид спорту     | Дисципліна                          | Дата     |
| ------ | ------------------------------------------------------------------------ | -------------- | ----------------------------------- | -------- |
| Золото | Елейн Томпсон-Гера                                                       | Легка атлетика | біг на 100 м (жінки)                | 31 липня |
| Золото | Елейн Томпсон-Гера                                                       | Легка атлетика | біг на 200 м (жінки)                | 3 серпня |
| Золото | Генсл Парчмент                                                           | Легка атлетика | біг на 110 м з бар'єрами (чоловіки) | 5 серпня |
| Золото | Бріана Вільямс Елейн Томпсон-Гера Шеллі-Енн Фрейзер-Прайс Шеріка Джексон | Легка атлетика | естафета 4×100 метрів (жінки)       | 6 серпня |
| Срібло | Шеллі-Енн Фрейзер-Прайс                                                  | Легка атлетика | біг на 100 м (жінки)                | 31 липня |
| Бронза | Шеріка Джексон                                                           | Легка атлетика | біг на 100 м (жінки)                | 31 липня |
| Бронза | Меган Таппер                                                             | Легка атлетика | біг на 100 м з бар'єрами (жінки)    | 2 серпня |
| Бронза | Рональд Леві                                                             | Легка атлетика | біг на 110 м з бар'єрами (чоловіки) | 5 серпня |
| Бронза | Ронейша Мак-Грегор Дженів Расселл Шеріка Джексон Кендіс Маклауд          | Легка атлетика | естафета 4×400 метрів (жінки)       | 7 серпня |